# Балсовик
Балсовик — деревня в Логозовской волости Псковского района Псковской области России.
Расположена в 15 км к западу от Пскова и в 5 км к северо-западу от Неёлово.
| 2001 | 2002 | 2010 | 2012 |
| ---- | ---- | ---- | ---- |
| 8    | ↘6   | ↗10  | ↘9   |